# Vrhovni zapovjednik Oružanih snaga Republike Hrvatske
Vrhovni zapovjednik Oružanih snaga Republike Hrvatske je prema Ustavu Republike Hrvatske Predsjednik Republike Hrvatske. Predsjednik Republike imenuje i razrješuje vojne zapovjednike, u skladu sa zakonom. Na temelju odluke Hrvatskoga sabora Predsjednik Republike objavljuje rat i zaključuje mir. U slučaju neposredne ugroženosti neovisnosti, jedinstvenosti i opstojnosti države Predsjednik Republike može, uz supotpis predsjednika Vlade, narediti uporabu oružanih snaga iako nije proglašeno ratno stanje.

## Zapovijedanje
Zapovijedanje Oružanim snagama u miru, vrhovni zapovjednik ostvaruje preko ministra obrane, koji odgovara vrhovnom zapovjedniku za provedbu zapovijedi i izvješćuje ga o provedbi. U stanju neposredne ugroženosti i ratnom stanju vrhovni zapovjednik izravno izdaje zapovijedi načelniku Glavnog stožera te istodobno obavješćuje ministra obrane o izdanim zapovijedima. Načelnik Glavnog stožera u tom slučaju za provedbu zapovijedi odgovara vrhovnom zapovjedniku. Ako ministar obrane ne provodi zapovijedi vrhovnog zapovjednika, vrhovni zapovjednik može ostvarivati zapovijedanje Oružanim snagama neposredno preko načelnika Glavnog stožera.

## Poveznice
- Predsjednik Republike Hrvatske
- Vrhovni zapovjednik
- Oružane snage Republike Hrvatske

## Vanjske poveznice
- Predsjednik Republike Hrvatske  Arhivirana inačica izvorne stranice od 28. kolovoza 2005. (Wayback Machine)